# Lawrence Gonzi
Lawrence Gonzi (ur. 1 lipca 1953 w Valletcie) – maltański polityk, wieloletni parlamentarzysta i członek rządu, spiker Izby Reprezentantów (1988–1996), przewodniczący Partii Narodowej i premier Malty w latach 2004–2013.

## Życiorys
Syn Louisa i Inez z domu Galea. W młodości trenował piłkę nożną. Ukończył prawo na Uniwersytecie Maltańskim (1975). Praktykował jako adwokat oraz pracował w charakterze radcy prawnego w przedsiębiorstwach. Dział w Ruchu Maltańskim Akcji Katolickiej (w tym jako jego przewodniczący w latach 1976–1986).
Z ramienia Partii Narodowej został w 1988 nominowany na przewodniczącego maltańskiego parlamentu. W 1992 powierzono mu ponownie tę funkcję na czteroletnią kadencję. W 1996 został wybrany do Izby Reprezentantów, reelekcję uzyskiwał w 1998, 2003, 2008 i 2013. W latach 1996–1998 Partia Narodowa pozostawała w opozycji, Lawrence Gonzi był nominalnym ministrem spraw socjalnych w gabinecie cieni, w 1997 został sekretarzem generalnym partii. W 1998 objął stanowisko ministra spraw socjalnych i przewodniczącego frakcji parlamentarnej Partii Narodowej. W 1999 został wybrany na wiceprzewodniczącego PN. Premier Edward Fenech Adami mianował go wówczas jednocześnie wicepremierem, pozostawiając mu także dotychczasowy resort. Utrzymał te stanowiska po wyborach w 2003. W 2004 został nowym przewodniczącym Partii Narodowej. Edwarda Fenecha Adamiego (wybranego na prezydenta Malty) zastąpił również na urzędzie premiera – stanowisko to objął 23 marca 2004. W swoim pierwszym gabinecie został także ministrem finansów.
W wyborach parlamentarnych w 2008 Partia Narodowa ponownie zdobyła większość (35 spośród 69 mandatów w Izbie Reprezentantów), co zapewniło mu utrzymanie stanowiska premiera rządu na kolejną kadencję. W grudniu 2012 jego rząd stracił jednakże większość w parlamencie, kiedy jeden z deputowanych Partii Narodowej zagłosował przeciwko projektowi ustawy budżetowej. Doprowadziło to w konsekwencji do nieznacznego przyspieszenia wyborów. W wyborach parlamentarnych z 9 marca 2013 Partia Narodowa uzyskała jednakże tylko 29 mandatów i znalazła się w opozycji. 11 marca 2013 stanowisko premiera objął Joseph Muscat. Lawrence Gonzi zrezygnował z partyjnego przywództwa (na funkcji przewodniczącego i tym samym lidera opozycji zastąpił go Simon Busuttil), a kilka miesięcy później zrezygnował z mandatu poselskiego.

## Życie prywatne
Żonaty z Catherine z domu Callus, z którą ma troje dzieci: Davida, Mikelę i Paula. Brat polityka Michaela Gonziego.